# 6422 Akagi
6422 Akagi eller 1994 CD1 är en asteroid i huvudbältet som upptäcktes den 7 februari 1994 av den japanska astronomen Takao Kobayashi vid Ōizumi-observatoriet. Den är uppkallad efter vulkanen Akagi.
Asteroiden har en diameter på ungefär 9 kilometer och den tillhör asteroidgruppen Eunomia.